# Dalby landskommun, Värmland
För andra landskommuner med detta namn, se Dalby landskommun.
Dalby landskommun var en tidigare kommun i Värmlands län.

## Administrativ historik
Kommunen inrättades i Dalby socken i Älvdals härad i Värmland när 1862 års kommunalförordningar trädde i kraft den 1 januari 1863.
Vid kommunreformen 1952 uppgick den i Finnskoga-Dalby landskommun som 1974 uppgick i Torsby kommun.

## Politik

### Mandatfördelning i valen 1938-1946
| 3 | 14 |  | 7 |

| 23 |

| 4 | 14 | 7 |

| 24 |

| 6 | 11 | 5 | 3 |

| 24 |